# 마크 거스태프슨
마크 거스태프슨(영어: Mark Gustafson, 1959년 9월 19일~2024년 2월 1일)은 미국의 애니메이션 제작자, 영화 감독이다.

## 필모그래피

### 영화
- 마크 트웨인의 모험(1985)
- 클레이메이션 부활절(1992)
- PJ(1999 ~ 2000)
- 판타스틱 미스터 폭스(2009)
- 기예르모 델토로의 피노키오(2022)
- 고양이의 센스(2012)

## 수상 내역
- 제95회 아카데미 시상식 최우수 장편 애니메이션상